# كيب غاتا

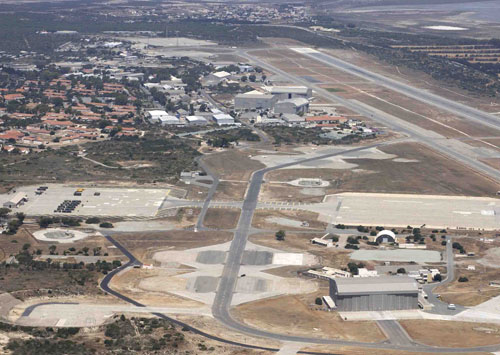
صورة توضح منطقة ذات سيادة بريطانية في قبرص)

كيب غاتا (باليونانية: Κάβο Γάτα)‏ هو الرأس الجنوبي الشرقي من شبه جزيرة أكروتيري (قبرص) في قبرص في البحر الأبيض المتوسط. وهي تقع ضمن المناطق الخاضعة للسيادة أكروتيري ودكليا المملكة المتحدة، وهي النقطة الواقعة في أقصى جنوب الجزيرة. ومع ذلك، فإن مناطق القاعدة السيادية ليست جزءا من جمهورية قبرص والاتحاد الأوروبي، والتي هي نقطة في الجنوب والتي تقع في مكان قريب على الحدود (34 ° 39 'N).
‌